# Bombonyenga
Bombonyenga est une commune rurale située dans le département de Manni de la province de la Gnagna dans la région de l'Est au Burkina Faso.

## Géographie
Bombonyenga est situé à 11 km au Sud-Ouest du chef-lieu du département Manni sur la route départementale 144 menant à Thion.

## Santé et éducation
Bombonyenga accueille un centre de santé et de promotion sociale (CSPS).